# Armadillo officinalis
Armadillo officinalis is een pissebed uit de familie Armadillidae. De wetenschappelijke naam van de soort is voor het eerst geldig gepubliceerd in 1816 door André Marie Constant Duméril.